# Chrestus
Chrestus (latin), grek. Chrestos, försvenskat Krestus, även Krestus Anstiftaren, var enligt vissa forskare en, troligen judisk, man som omkring år 49–50 e.Kr. uppviglade judar i Rom till uppror. Chrestus uppvigling ledde, enligt den romerske historikern Suetonius, som skrev omkring år 121, till att kejsaren Claudius förvisade judarna, som "jämt gjorde uppror", från Rom. I Apostlagärningarna sägs att "kejsar Claudius hade låtit utvisa alla judar från Rom". Enligt Dio Cassius förbjöd Claudius judarna att församla sig, dock utan att fördriva dem från staden, vilket skulle kunna avse en annan händelse än den som Suetonius omtalar.
Vissa anser att Chrestus är en referens till Jesus Kristus, något som länge synes ha varit den förhärskande meningen. Dock levde, enligt evangelierna, Jesus Kristus inte under Claudius regeringstid. Forskare som Benko och Koestermann har spekulerat i att Chrestus skulle kunna ha varit en radikal jude och medlem av en selotliknande rörelse, som med våld ville få Gudsriket att uppstå, och har antagit att de krestna (chrestiani) var en revolutionär sekt ledd av denne Chrestus. Det har även spekulerats i att Chrestus var en judisk messiasgestalt, som efter utvisningen av judarna från Rom, kan ha åkt till Judeen och där blivit arresterad och avrättad av de romerska myndigheterna, något som, enligt spekulanten, sedermera lett till myter om Jesus Kristus. Slingerland har spekulerat i att Chrestus kan ha varit en av de frigivna män som tjänade som rådgivare åt Claudius. En annan teori är att Suetonius ablativform chresto (skrivet under en tid då all text skrevs med majuskler) inte alls åsyftar en person, utan en grupp, omnämnd efter grekiskans chrêstês, som betyder spekulant eller ockrare. Denna teori har dock blivit kritiserad.
Ingen spekulation har dock reellt stöd i några andra källor än Suetonius, utan denne historikers enda mening om Chrestus är alla uppgifter som finns om denne. Meningen har emellertid givit upphov till mycken litteratur.

## Chrestus som Kristusreferens

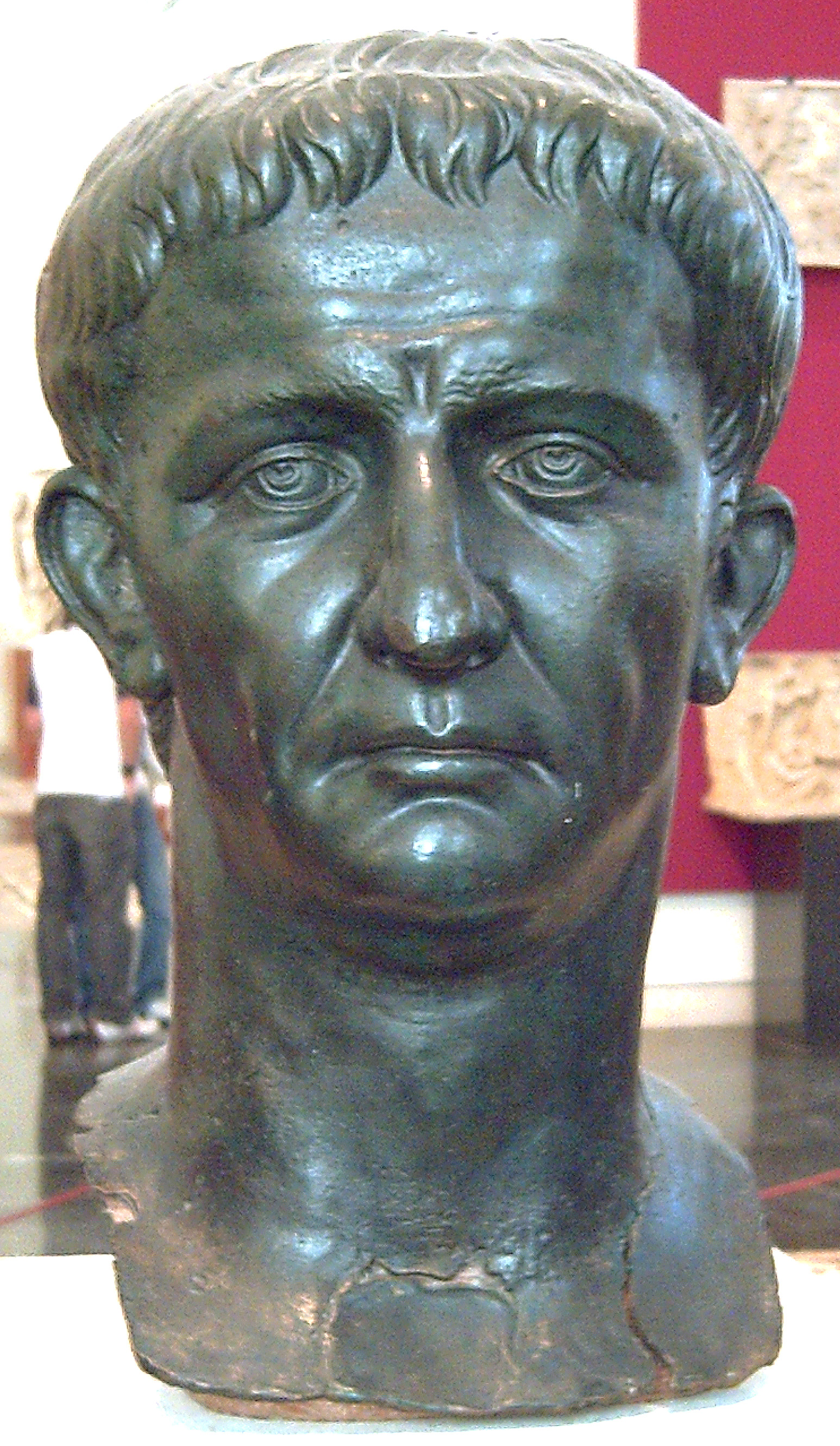
Kejsaren Claudius, som ska ha fördrivit judarna från Rom, på grund av att Chrestus uppviglat dem till uppror.

Namnet Chrestus (grek. χρηστός) betyder ungefär god eller nyttig och förekommer i över åttio funna latinska inskriptioner. Några säkra belägg för att judar bar namnet har dock inte funnits, även om femininumformen Chreste burits av en judinna. Suetonius omnämnande av Chrestus har som nämnts tolkats som en referens till Jesus Kristus (grek. Ιησούς Χριστός, Iesous Christos). Denna tolkning grundar sig bl.a. på att Tertullianus uppgav att icke-kristna på hans tid (år 197) felaktigt uttalade christianus (kristen) chrestianus (kresten), och på att Lactantius uppgav att vissa ("de okunniga") under hans tid (början av 300-talet) förväxlade titeln Kristus (messias, den smorde) med Krestus. På grekiska uttalades bokstäverna i och e (iota och eta) på ett liknande vis.
Suetonius kände emellertid till kristna (christiani, inte chrestiani), och skiljer dem från judar genom att kalla dem "ett slags människor som ägnade sig åt en ny och ond vidskepelse", (kursiverat här) och Jesus från Nasaret levde enligt evangelierna inte under Claudius regeringstid. Dessutom behöver titeln Kristus inte nödvändigtvis avse just Jesus Kristus, eftersom det fanns andra messiaspretendenter. I Apostlagärningarna kopplas inte Claudius förvisning av judarna samman med Jesus Kristus eller den kristna rörelsen.
Waldenström kallar, i kommentaren till den då nya översättningen av Nya Testamentet (fjärde upplagan utkom 1921), hypotesen att Suetonius skulle ha åsyftat den strid som uppkom bland judarna i och med kristendomens inträngande bland dem, "endast en mycket lös gissning". Barbara Levick, brittisk historiker som skrivit om Romarrikets historia, har ansett att påståendet att Suetonius, som skrev under andra århundradet, skulle ha missförstått en referens till kristna i sin källa är "unconvincingly economical". Teologen tillika f.d. pastorn Van Voorst anser dock att Chrestus troligast är en felskrivning för Christus i Suetonius passus och tar upp hans bristande källkritik. Den ateistiske biografiförfattaren A. N. Wilson har framfört att "[e]ndast de mest avvikande forskare har tvivlat på att 'Chrestus' är Kristus." Apologeten Josh McDowell framför att Chrestus förmodligen är en felstavning av Kristus, och att kristna vittnesbörd givna till Roms judar "förmodligen resulterade i de fientligheter som ledde till förvisningen av alla judar från Rom". Apologeten F. F. Bruce har föreslagit att Suetonius haft polisrapporter som källa, något som dock saknar reellt stöd (eftersom inga sådana rapporter har återfunnits och Suetonius inte nämner att han hänför sig till sådana rapporter). Professor Slingerland anser inte det visat att Suetonius åsyftar Kristus, utan argumenterar emot denna position.

## Kristna och krestna

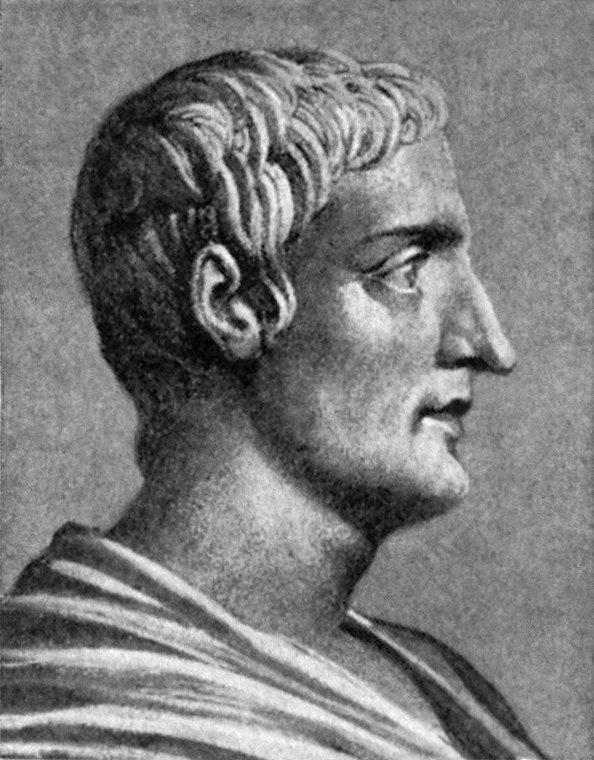
Den romerske historikern Cornelius Tacitus, som kan ha angivit krestna som den benämning, som folket använde, beträffande gruppen som anklagades för branden i Rom

Justinus Martyren gör en ordlek med orden kristen och kresten, och skriver (omkring år 150): "Såvitt man kan döma av namnet vi anklagas för [kristna] är vi de mest förträffliga [krestna] av människor ... Vi anklagas för att vara kristna, och att hata det som är förträffligt [krestet] är orätt". Även andra kyrkofäder tar upp termerna. Den första kristna kyrkoinskriptionen, som är markionistisk, talar om Jesus Krestus, dvs. Jesus den gode (Chrestus). I andra inskriptioner har beteckningen kristna stavats krestna.
I Nya Testamentet förekommer ordet kristen/kristna (Χριστιανός) endast tre gånger (två gånger i Apostlagärningarna och en i Första Petrusbrevet), och i Codex Sinaiticus stod, innan detta senare korrigerades, kresten/krestna på alla tre ställena.

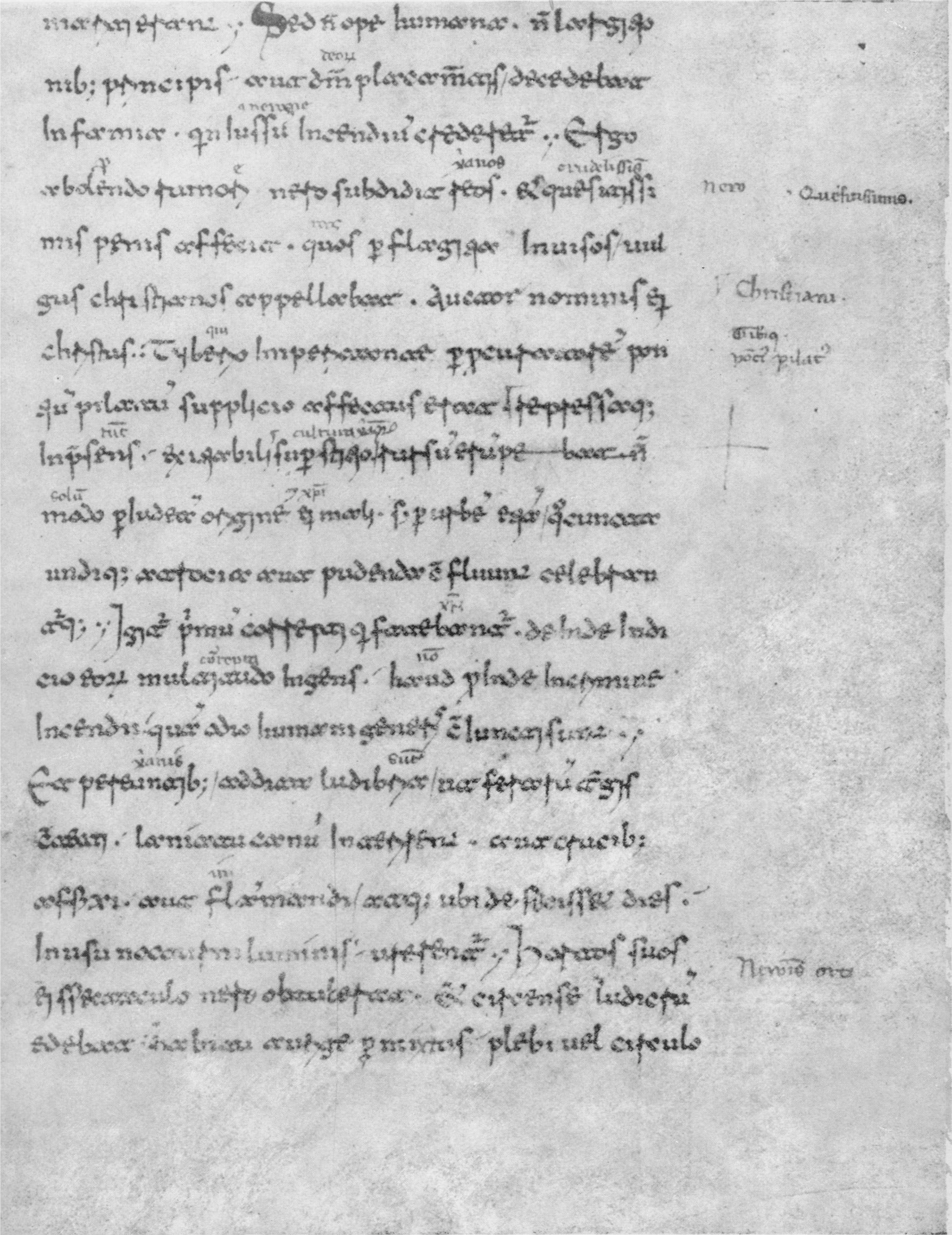
Tacitus Annaler 15:44, i Codex Mediceus 68 II, den äldsta bevarade handskriften. Ordet "christianos" finns på sjätte raden.

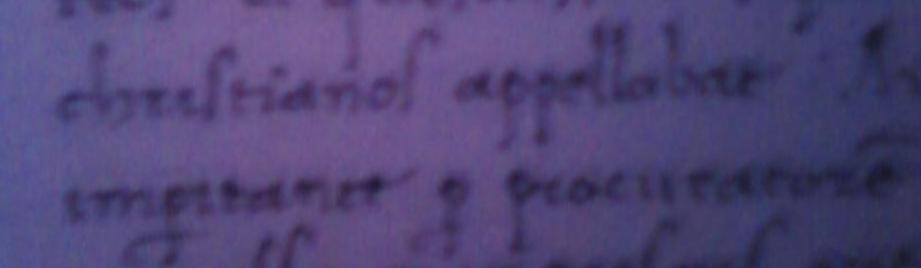
Bland annat ordet "kristna", från en medeltida handskrift av Tacitus.

I avskrifter av den romerske historikern Cornelius Tacitus verk Annaler (15.44), publicerat omkring år 115, berättas om att kejsar Nero straffade en viss grupp – i alla handskrifter nu kristna (Christianos, Christianus) – för den förödande branden i Rom år 64, och nämns att gruppen fick sitt namn från Kristus. Det är vedertaget att det i den äldsta bevarade handskriften av Tacitus (vilken sannolikt är från 1000-talet, och av många forskare ses som källan till alla senare handskrifter) från början stod, att det var krestna (chrestianos) som straffades, en skrivning som har korrigerats till kristna, och även modifierats därefter. Argumenten för att det från början stod krestna grundar sig bl.a. på att mellanrummet mellan i (en typ av i som skribenten i övrigt inte använde när bokstäverna r och i skrevs i följd) och s är anmärkningsvärt. Direktören för biblioteket där handskriften förvaras (Biblioteca Medicea Laurenziana), undersökte handskriften, och uppgav till forskaren Harald Fuchs: "Det 'e' som ursprungligen skrivits, av vilket det fortfarande finns spår på den raderade ytan, har ändrats till ett 'i' genom borttagande av den övre öglan och den vågräta linjen, medan den återstående delen har rättats, enligt min mening med samma bläck och samma hand, för att skapa ett 'i'. En annan hand har lagt till märket på i:et och sammanbundit i:et med s:et med ett streck." Fuchs ansåg att man inte säkert kunde säga att det var kopisten själv som ändrat stavningen, och även om det var det, kunde denne ha funnit namnformen krestna i sin förlaga, och ändrat den till det mer bekanta kristna.
Bland annat den nämnda uttolkningen av den äldsta handskriften av Tacitus har fått vissa att anse att krestna var ursprungsformen av gruppens namn, och att kristna är en senare form. Helena Blavatsky ansåg att Chrestos var den ursprungliga, gnostiska, beteckningen på Kristus och att ordet "lånats direkt från hedningarnas tempelterminologi". Andra anser att icke-kristna i kristendomens begynnelse, som inte förstod orden kristen och kristna (av smord), förvanskade orden till de för dem mer begripliga kresten och krestna (av god), ord de felaktigt använde för att identifiera de kristet troende. Andra anser att de krestna var en sekt med Chrestus som ledare, en sekt vissa forskare anser att Tacitus misstog för de kristna. Namnet Chrestus finns dock inte i några handskrifter av Tacitus Annaler 15:44, utan den enda andra läsarten än Christus är cristus. Den anglikanske forskaren R. T. France konstaterar att Suetonius, då han nämner att kristna straffades av Nero, inte sammankopplar branden i Rom med de kristna, utan skyller branden på Nero själv, och inte heller nämner att de kristna fått sitt namn från Kristus. Carrington framhåller, att förutom Sulpicius Severus i början av 400-talet, nämner ingen kristen författare att kristna skulle ha anklagats och straffats för branden i Rom, under 1 300 år.

## Chrestos i Nya Testamentet
Ordet chrestos förekommer på sju ställen i Nya Testamentet, varav några ska redovisas. I Första Petrusbrevet står: "Och då I nu ären nyfödda barn, så längten efter att få den andliga oförfalskade mjölken, på det att I genom den mån växa upp till frälsning, om I annars haven »smakat att Herren [är] god [chrestos]»". I Efesierbrevet sägs: "Var goda [chrestos] mot varandra, visa medkänsla och förlåt varandra, liksom Gud har förlåtit er i Kristus." I Romarbrevet framför Paulus: "Bryr du dig inte om Guds oändliga godhet, fördragsamhet och tålamod? Förstår du inte att hans godhet [chrestos] vill föra dig till omvändelse?"

## Arkeologi
I maj 2008 fann arkeologen Frank Goddio en antik mugg i Alexandria. Inskriptionen på muggen, vilken daterats till första hälften av första århundradet, har uttytts "DIA CHRESTOU OGOISTAIS", vilket har översatts "Magiker genom Krestus". Det har spekulerats i att muggen skulle ha kopplingar till Jesus och kristendomen. Historikern Manfred Clauss har dock uppgett att Chrestos var ett vanligt manligt förnamn i Grekland, och därför inte måste ha med Jesus att göra.